# Magicicada septendecim
Magicicada septendecim é uma espécie de insecto da família Cicadidae. 
Pode ser encontrada nos seguintes países: Canadá e Estados Unidos da América. 